# قزلچه پشمک
قزلچه پشمک، روستایی است از توابع بخش مرکزی شهرستان گنبد کاووس در استان گلستان ایران.

## جمعیت
این روستا در دهستان فجر قرار داشته و براساس سرشماری سال ۱۳۸۵جمعیت آن ۱٬۳۴۴نفر (۲۹۱خانوار) بوده‌است.